# Ralph Thomas
Ralph Thomas, ovvero Ralph Philip Thomas (Kingston upon Hull, 10 agosto 1915 – Londra, 17 marzo 2001), è stato un regista cinematografico inglese.
Era nipote del produttore cinematografico Victor Saville, fratello del regista Gerald Thomas e padre del produttore Jeremy Thomas.

## Biografia
Entrò nel mondo del cinema, mentre studiava, nel 1932 come ciacchista presso gli Shepperton Studios. Presto però lavorò nei settori aziendali che si occupavano di film, sonoro, montaggio e ripresa. Durante la seconda guerra mondiale prestò servizio militare nel 9º lancieri giungendo al grado di maggiore e venendo decorato con la Military Cross. Rientrò nel mondo del cinema presso la Rank Organization dove fece carriera prima come assistente, poi come autore di trailer e poi capo del relativo dipartimento aziendale, e quindi autore di film. Fece il suo debutto come regista nel 1949 con Once upon a dream.

## Filmografia

### Regista
- Once Upon a Dream (1949)
- Traveller's Joy (1949)
- Helter Skelter (1949)
- Cielo tempestoso (The Clouded Yellow) (1951)
- Appointment with Venus (1951)
- Venetian Bird (1952)
- A Day to Remember (1953)
- The Dog and the Diamonds (1953)
- Mad About Men (1954)
- Quattro in medicina (Doctor in the House) (1954)
- Sopra di noi il mare (Above Us the Waves) (1955)
- Un dottore in altomare (Doctor at Sea) (1955)
- Criminali sull'asfalto (Checkpoint) (1956)
- La sottana di ferro (The Iron Petticoat) (1956)
- Dottore a spasso (Doctor at Large) (1957)
- La dinastia del petrolio (Campbell's Kingdom) (1957)
- Verso la città del terrore (A Tale of Two Cities) (1958)
- Il vento non sa leggere (The Wind Cannot Read) (1958)
- I 39 scalini (The 39 Steps) (1959)
- Su e giù per le scale (Upstairs and Downstairs) (1959)
- La guerra segreta di suor Katryn (Conspiracy of Hearts) (1960)
- Si spogli dottore! (Doctor in Love) (1960)
- Eri tu l'amore (No Love for Johnnie) (1961)
- No My Darling Daughter (1961)
- Due mariti per volta (A Pair of Briefs) (1962)
- The Wild and the Willing (1962)
- Dottore nei guai (Doctor in Distress) (1963)
- Troppo caldo per giugno (Hot Enough for June) (1964)
- Il sole scotta a Cipro (The High Bright Sun) (1964)
- Vai avanti… dottore! (Doctor in Clover) (1966)
- Più micidiale del maschio (Deadlier Than the Male) (1966)
- Nobody Runs Forever (1968)
- Alcune ragazze lo fanno (Some Girls Do) (1969)
- Doctor in Trouble (1970)
- Il complesso del trapianto (Percy) (1971)
- Il caso Trafford (Quest for Love) (1971)
- The Love Ban (1973)
- Ma il tuo funziona... o no? (Percy's Progress) (1974)
- Rapina in Berkeley Square (1979)
- Pop Pirates (1984)

### Montatore
- Second Bureau, regia di Victor Hanbury (1936)
- Return of a Stranger, regia di Victor Hanbury (1937)